# KNX-AM
KNX ist eine Nachrichten-Radiostation aus Los Angeles, Kalifornien. Die Mittelwellenstation hat seit 1921 eine offizielle Lizenz. Als Gründungsdatum wird aber bereits der 10. September 1920 angegeben. Damit gehört der Sender zu einem der ältesten Radiosendern aus den USA.
KNX gehört dem Medienunternehmen Entercom und hat seit 1928 eine Lizenz als Clear Channel Station. Das Signal des Senders wird per Rundstrahlantenne mit einer Leistung von 50 kW auf 1070 kHz ausgestrahlt und kann nachts im gesamten Westen der USA und Teilen Kanadas und Mexikos gehört werden.
Seit dem 12. August 2005 ist KNX auf dem Wilshire Boulevard in Los Angeles beheimatet.
Seit 1997 ist KNX auch Teil des für den Los Angeles County zuständigen Emergency Alert System (EAS). KNX übernimmt damit den Notfallinformationsfluss in Katastrophenfällen, bei besonderen Wetterereignissen oder zum Senden des sogenannten Amber Alerts.